# 17147 Mariafields
A 17147 Mariafields (ideiglenes jelöléssel (17147) 1999 JF102) a Naprendszer kisbolygóövében található aszteroida. A LINEAR projekt keretében fedezték fel 1999. május 13-án.